# 이명행 (배우)
이명행(1976년 3월 30일 ~ )은 대한민국의 배우이다.

## 학력
- 중앙대학교 불문과
- 한국예술종합학교 대학원 연기과

## 출연작

### 영화
- 《군산: 거위를 노래하다》 (2018년) - 형사 역
- 《마돈나》 (2015년) - 박 과장 역
- 《만신》 (2014년) - 첩보대원 박씨 역
- 《가족시네마》 (2012년) - 철우 역
- 《화이팅 패밀리》 (2010년) - 철우 역
- 《작은 연못》 (2010년) - 피난민들 역
- 《매트릭스 컴퍼니》 (2008년)
- 《별별 이야기 2 - 여섯 빛깔 무지개》 (2008년) - 과장 목소리 역
- 《뜨거운 것이 좋아》 (2008년) - 여행사 친구 역
- 《승아》 (2007년)
- 《인사이드 코퍼레이션》 (2007년) - 두운 역
- 《가족 나들이》 (2006년) - 아들 역
- 《프레절 - 핸들 위드 케어》 (2005년)

### 드라마
- 《마녀의 법정》 (2017년, KBS2) - 최현태 역
- 《낭만닥터 김사부》 (2016년, SBS) - 정신과 의사 최경영 역
- 《질투의 화신》 (2016년, SBS) - 7시뉴스 앵커 역
- 《굿 와이프》 (2016년, tvN) - 박정진 역
- 《육룡이 나르샤》 (2015년, SBS) - 조준 역

### 뮤지컬
- 《호이 스타일 매거진 쇼》 (2015년)
- 《한밤의 세레나데》 (2015년) - 박봉팔 역

### 연극
- 《20세기 건담기建談記》 (2017년)
- 《3일간의비》 (2017년) - 핍 / 테오 역
- 《프라이드》 (2017년) - 필립 역
- 《불량청년》 (2017년)
- 《수탉들의 싸움_COCK》 (2017년) - M(남자) 역
- 《오뉴월에 내리는 눈》 (2017년) - 장여아 역
- 《탈출》 (2016년) - 철진 역
- 《불역쾌재》 (2016년)
- 《보도지침》 (2016년) - 승욱 역
- 《거미여인의 키스》 (2015년) - 몰리나 역
- 《아버지와 아들》 (2015년) - 아르까디 역
- 《만추》 (2015년) - 훈 역
- 《날아다니는 돌》 (2014년) - 이기두 역
- 《프라이드》 (2014년) - 필립 역
- 《리어를 연기하는 배우, 미네티》 (2014년)
- 《칼로막베스》 (2014년) - 레이디막베스 역
- 《히스토리 보이즈》 (2014년) - 어윈 역
- 《은밀한 기쁨》 (2014년) - 어윈 포스너 역
- 《스테디 레인》 (2013년) - 조이 역
- 《터미널》 (2013년)
- 《내일 공연인데 어떡하지》 (2013년) - 연출 역
- 《리어외전》 (2012년) - 올바니 역
- 《뜨거운 바다》 (2012년) - 기무라 덴베이 역
- 《나의 처용은 밤이면 양들을 사러 마켓에 간다》 (2012년) - 맛탱이 역
- 《락희맨쇼》 (2011년) - 장물천사 역
- 《푸르른 날에》 (2011년) - 오민호 역
- 《살》 (2011년)
- 《칼로막베스》 (2011년) - 막베스처 역
- 《옥탑방 고양이》 (2010년) - 뭉치 역
- 《오월엔 결혼할꺼야》 (2009년) - 멀티맨 역
- 《마방진 쿵푸액션 춘성》 (2009년) - 박검 外 역
- 《들소의 달》 (2009년) - 개장수 / 비노기의사 / 이상병 역
- 《강철왕》 (2009년) - 박사 역
- 《70분간의 연애 1st－He＆She》 (2008년)
- 《거트루드》 (2008년)
- 《너무 가깝고 너무 먼 우리사이》 (2007년) - 우열 역
- 《팔인》 (2007년)
- 《샤이닝시티》 (2007년)

## 수상
- 2010년 제8회 아시아나국제단편영화제 단편의 얼굴상